# Radioekologija
Radioekologija je grana ekologije koja proučava učinke radioaktivne tvari u okolišu, što uključuje istraživanje mehanizama migracije radioaktivnih tvari kroz različite ekosustave (atmosferu, tlo, vodu zrak) i hranidbeni lanac. Radioekološka istraživanja uključuju uzorkovanje, eksperimente u prirodi i laboratorijima, razvijanje predikcijskih i simulacijskih modela, dozimetriju i dr.
Radioekologija je multidisciplinarna znanost koja kombinira drugih znanstvenih disciplina kao što su fizika, kemija, matematika, biologija, medicina, ekologija i sl. primjenjujući koncepte zaštite od zračenja. Radioekološka istraživanja čine osnovu za procjenu doza i procjenu posljedica radioaktivnog zagađenja (kontaminacije) na ljudsko zdravlje.
Vezano uz znanstvenu komponentu doktrine javnog zdravstva dr. Andrije Štampara, radioekološka istraživanja stanja radioaktivne kontaminacije okoliša u Republici Hrvatskoj počela su još godine 1959., u vrijeme naročito intenzivnih pokusnih eksplozija nuklearnog oružja u atmosferi. Istraživanja provodi Institut za medicinska istraživanja i medicinu rada iz Zagreba te se o tome svake godine objavljuju izvještaji.

## Vanjske poveznice
- IFE - Radioecology  Arhivirana inačica izvorne stranice od 9. rujna 2007. (Wayback Machine)
- IUR - International Union of Radioecology
- Državni zavod za radiološku i nuklearnu sigurnost  Arhivirana inačica izvorne stranice od 3. ožujka 2019. (Wayback Machine)